# Ринальдо д’Эсте (герцог Модены и Реджо)
Ринальдо д’Эсте, также именуемый Ринальдо III (итал. Rinaldo d'Este; 26 апреля 1655, Модена, Моденское герцогство — 26 октября 1737, там же) — герцог Модены и Реджо с 1694 года, герцог Мирандолы и маркиз Конкордии с 1710 года.

## Биография

### Церковная карьера
Ринальдо д’Эсте, будущий герцог Модены и Реджо, родился в апреле 1655 года в Модене. Его родителями были правящий герцог Франческо I и его третья супруга Лукреция Барберини, представительница могущественного и богатого семейства Барберини. Всего через три года, в 1658, Ринальдо лишился отца. Новым герцогом Модены стал старший единокровный брат Ринальдо, Альфонсо IV д’Эсте, которого вскоре сменил его сын Франческо II.
Как младшего отпрыска семьи, Ринальдо изначально готовили к церковной деятельности, хотя он также прошёл обучение в Университете Модены. Многие из его родственников по матери из семьи Барберини, чьё возвышение во многом связано с именем папы римского Урбана VIII, были кардиналами и занимали видные посты в Ватикане (см. Франческо и Карло Барберини).
Ринальдо д’Эсте получил сан кардинала 2 сентября 1686 года, в понтификат папы Иннокентия XI. После этого он дважды принимал участие в конклавах — в 1689 и 1691 годах.
В марте 1695 года, в связи с наследованием Моденского герцогства, Ринальдо д’Эсте сложил с себя духовный сан.

### Герцог Моденский
Первыми шагами нового герцога стало снижение цены на зерно и мероприятия по улучшению условий жизни крестьян.
С началом войны за испанское наследство Ринальдо объявил о нейтралитете Модены, однако это не помешало французским войскам захватить герцогство летом 1702 года. Герцог был вынужден бежать в Болонью, входившую тогда в состав Папского государства. В 1707 году, после длительной осады, в которой принимал участие и сам герцог Ринальдо, немецкие войска вытеснили французов из Модены. В результате мирного договора, Ринальдо приобрел герцогство Мирандола, но потерял Комаккьо.
В 1721 году он попытался установить доброжелательные отношения с Францией, устроив брак своего сына и наследника Франческо с Шарлоттой Аглаей Орлеанской, дочерью герцога Филиппа II Орлеанского, регента Франции в период малолетства Людовика XV. Шарлотта Аглая получила огромное приданое в 1 800 000 ливров, причем половина из этой суммы по приказу регента была внесена от имени молодого короля Людовика XV. Этот союз, однако, в основном из-за распущенного поведения невестки, доставил герцогу немало проблем. Для того, чтобы сохранить мир при дворе, Ринальдо даже выстроил для герцогской наследной четы отдельный дворец в Ривальта.
В 1728 году, через брак дочери Ринальдо, Энрикетты, с бездетным герцогом Пармы и Пьяченцы Антонио Фарнезе, герцогом Модены была сделана попытка заполучить Парму. Однако после смерти герцога Антонио в 1731 году, Елизавета Фарнезе, королева Испании, добилась признания новым герцогом Пармы своего сына Карла .
В 1733 году разразилась Война за польское наследство. Объявив себя нейтральной стороной, герцог Ринальдо тайно принял сторону Австрии. Как и 30 лет назад, наступление французских войск заставило его переехать в Болонью. Однако и в этой войне герцог был вознагражден новыми территориями. За услуги, оказанные австрийцам, в 1736 году Ринальдо получил графства Новеллара и Баньоло (местная династия, ветвь рода Гонзага, пресеклась в 1728 году).
На момент своей смерти в октябре 1737 года, Ринальдо д’Эсте был самым старым герцогом в истории Модены и Феррары (полных 82 года), а также дольше всех находился на престоле (полных 43 года). Из-за того, что наследный принц Франческо, находясь на службе австрийского императора, в Италии отсутствовал, Ринальдо назначил регентов герцогства до его возвращения - своих старших дочерей Бенедетту и Амалию.

## Брак и семья
11 февраля 1696 года в Модене герцог Ринальдо вступил в брак с принцессой Шарлоттой Фелицитас Брауншвейг-Люнебургской, дочерью князя Брауншвейг-Каленбергского Иоганна Фридриха из рода Вельфов и Бенедикты Генриетты Пфальцской. Шарлотта была племянницей курфюрста Ганновера Эрнста Августа и старшей сестрой императрицы Священной Римской империи Вильгельмины Амалии. Дети:
- Бенедетта Мария Эрнеста д’Эсте (18 августа 1697 - 16 сентября 1777), в браке не состояла;
- Франческо д’Эсте (2 июля 1698 - 22 февраля 1780), с 1737 года герцог Модены под именем Франческо III д’Эсте;
- Амалия Джузеппина д’Эсте (28 июля 1699 - 5 июля 1778);
- Джан Федерико д’Эсте (1 сентября 1700 - 24 апреля 1727), настоятель (пробст) церкви Санта Мария делла Помпоса[итал.] (Модена) в 1711 - 1722 гг., архипресвитер в Бондено в 1711 - 1722 гг., полковник кирасир императорских войск c 1723 года;
- Генриетта д’Эсте (27 мая 1702 - 30 января 1777), в 1-м браке с 1728 года замужем за герцогом Пармы и Пьяченцы Антонио Фарнезе ; во 2-м браке с 1740 года замужем за ландграфом Леопольдом Гессен-Дармштадтским.

После смерти жены от последствий очередных родов в 1710 году герцог Ринальдо больше не женился.